# Collesis mimica
Collesis mimica là một loài bướm đêm trong họ Geometridae.